# 2014 en France
Chronologie de la France
- 2010
- 2011
- 2012
- 2013
- 2014
- 2015
- 2016
- 2017
- 2018

Cette page présente les faits marquants de l'année 2014 en France.

## Évènements

### Janvier
- 1er janvier :
  - Entrée en vigueur « prévue » du collège de l'instruction, reportée au 1er janvier 2015[1].
  - relèvement du taux normal de la TVA en France de 19,6 % à 20 % et du taux réduit de 7 % à 10 %. L'autre taux réduit à 5,5 % et le taux particulier à 2,1 % restent inchangés même si certaines opérations ont vu leur taux d'imposition modifié.
- 2 janvier : le cyclone Bejisa frappe La Réunion. 2 morts.
- 3 janvier : importantes inondations en Bretagne : 100 millions d'euros de dégâts.
- 6 janvier : le ministre de l'Intérieur, Manuel Valls, publie une circulaire visant à interdire le spectacle de Dieudonné, Le Mur.
- 9 janvier : le tribunal administratif de Nantes invalide la circulaire du ministère de l’intérieur, autorisant de fait le spectacle de Dieudonné prévu le soir même dans la ville. Manuel Valls saisit alors le juge des référés du Conseil d’État qui rend le jour même (à 18 h 40) une ordonnance confirmant l'interdiction du spectacle prévu à 20 h.
- 11 janvier : le Conseil d’État valide définitivement l'ordonnance d'interdiction du spectacle de Dieudonné Le Mur.
- 13 janvier : la Une de Closer révèle que François Hollande aurait une liaison avec l'actrice Julie Gayet : polémique sur le comportement du président de la République puis sur le statut de la première dame (journaux nationaux).
- 14 janvier : conférence de presse de François Hollande. Mise en avant du Pacte de responsabilité pour les entreprises. Suppression annoncée des cotisations patronales sur la famille (10 milliards) en échange de création d'emploi.
- 18 janvier : pluviométrie exceptionnelle dans le Sud de la France. 18 communes du Var sont placées en état de catastrophe naturelle. La brutale montée des eaux et les inondations ont causé la mort d'un habitant de 73 ans (commune de La Londe-les-Maures).
- 21 janvier : l'Assemblée nationale vote la suppression de l'article 5 de la loi de 1975 sur l'IVG, permettant aux femmes souhaitant avorter de le faire sans être déclarées en état de détresse.
- 22 janvier : adoption définitive de la loi sur le non-cumul des mandats par l'Assemblée nationale (313 voix contre 225).
- 25 janvier : François Hollande annonce sa séparation officielle avec Valérie Trierweiler.
- 26 janvier : entre 17 000 personnes (selon la police) et 160 000 (selon les organisateurs de la « marche de la colère ») manifestent à Paris contre la politique menée par le gouvernement. Elle regroupe des groupuscules d'horizons divers (bonnets rouges, royalistes, nationalistes…). Cette manifestation dégénère en émeute en fin de soirée. Des affrontements violents opposent les manifestants aux forces de l'ordre. 262 personnes sont interpellées (250 placées en garde à vue) et 19 policiers sont blessés[2].
- 28 janvier : l'Assemblée nationale vote le projet de loi sur l'égalité homme-femme à une très large majorité (359 voix pour et 24 contre). Cette loi, défendue par la ministre du droit des femmes, Najat Vallaud-Belkacem, renforce les sanctions contre les entreprises ne respectant pas l'égalité salariale.

### Février
- 1er février : Tournoi des Six Nations. L'équipe de France masculine gagne contre l'Angleterre 26 à 24.
  - Tournoi des Six Nations féminin : l'équipe de France féminine bat l'Angleterre 18 à 6.
- 8 février : déraillement d'Annot sur la ligne de Nice à Digne.
- 9 février : Tournoi des Six Nations. Nouvelle victoire de l'équipe de France masculine contre l'Italie. 30 à 10.
  - L'équipe de France féminine gagne 29 à 0 contre l'équipe italienne.
- 10 février :
  - Jeux olympiques d'hiver : Martin Fourcade remporte l'épreuve biathlon poursuite hommes, devenant le premier médaillé d'or français de cette édition.
  - Visite de 3 jours du président François Hollande aux États-Unis.
- 12 février : le Parlement adopte définitivement la proposition de loi sur le vote blanc.
- 17 février : le président François Hollande annonce un renforcement du dispositif militaire en Centrafrique dans le cadre de l'opération Sangaris, les effectifs passeront de 1 600 à 2 000 soldats déployés dans la zone.
- 19 février : extension de la ligne 1 du tramway de Lyon afin de relier Hôtel de Région-Montrochet à Debourg en passant par le nouveau Musée des Confluences.
- 20 février : le Sénat vote, par 176 voix contre 164 le projet de loi Duflot pour l'accès au logement et à un urbanisme rénové. le Parlement l'adopte définitivement.
- 21 février : échec de l'équipe de France face aux Gallois. 27 à 6. C’est la première défaite de l'équipe masculine depuis le début du Tournoi des Six Nations.
  - Nouvelle victoire de l’équipe de France féminine face à l'équipe galloise, 27 à 0.
- 22 février : 60 000 personnes manifestent contre le futur aéroport de Notre-Dame-des-Landes. En marge de la manifestation à Nantes, des échauffourées éclatent entre les CRS et des groupes de casseurs. 4 policiers sont blessés, 5 personnes sont interpellés. Les dégâts sont évalués à 1 million d'euros[3].
- 25 février : le Parlement autorise la poursuite de l'opération Sangaris.
- 27 février : début de l'affaire Bygmalion.
- 28 février : ouverture de la ligne tram-train de Nantes-Châteaubriant[4].

### Mars
- 23 et 30 mars : élections municipales[5]. Déroute de la gauche ; le FN obtient son élection à la tête de 11 municipalités.
- 31 mars : à la suite des résultats des élections municipales, eux-mêmes faisant suite au manque de résultats dans l'économie et au débat d'idées virant au désavantage de la gauche, Jean-Marc Ayrault présente la démission de son gouvernement. Lors de son discours télévisé, le président Hollande annonce que Manuel Valls est nommé Premier ministre. Il annonce également la création d'un « pacte de solidarité », visant à assurer une meilleure réponse sociale à la crise économique que subit le pays.

### Avril
- 2 avril : formation du gouvernement Manuel Valls.
- 8 avril : après son discours de politique générale, le premier ministre Manuel Valls obtient la confiance de l'Assemblée nationale par 306 voix contre 239.
- 9 avril : nomination de quatorze secrétaires d'État dans le gouvernement Manuel Valls.
- 16 avril : présentation du plan d'économie de 50 milliards d'euros : gel des prestations sociales, du point d'indice des fonctionnaires, et des retraites, réduction de 10 % des dotations de l'état aux collectivités locales.
- 29 avril : l'Assemblée nationale, par 265 voix contre 232, avec 67 abstentions (dont 41 socialistes) valide le plan d’économie du premier ministre Manuel Valls[6].

### Mai
- 8 au 18 mai : Floralies internationales - Nantes.
- 11 mai : élections provinciales néo-calédoniennes.
- 25 mai : élections européennes, le Front national est en tête.
- 30 mai : le musée Soulages est inauguré à Rodez.

### Juin
- 1er juin : arrestation à Marseille de Mehdi Nemmouche, considéré comme le principal suspect de l'attentat au musée juif survenu le 24 mai dernier à Bruxelles.
- 3 juin : Valérie Fourneyron quitte le gouvernement Manuel Valls ; Carole Delga et Thierry Mandon y entrent.
- 6 juin : commémorations du 70e anniversaire du débarquement de Normandie.
- 8 juin : création du parc naturel marin du bassin d'Arcachon.
- 14 juin : date limite de mise en place d'une base de données économiques et sociales dans les entreprises françaises de plus de 300 salariés[7].
- 28 juin : inauguration de la ligne E du tramway de Grenoble, entre Louise Michel et Saint Martin le Vinoux Mairie.

### Juillet
- 5 au 27 juillet : 101e édition du Tour de France (départ de Leeds au Royaume-Uni).
- 10 juillet : Premier lâcher de bouquetins à Cauterets (Hautes-Pyrénées). L'espèce a disparu des Pyrénées françaises en 1910. Plus d'un siècle après, elle est réintroduite avec des bouquetins ibériques issus du Parc national de la sierra de Guadarrama[8].

### Août
- 1er août : lancement de l'opération Barkhane au Sahel par l'armée française.
- 14 et 15 août : commémorations du 70e anniversaire du débarquement de Provence.
- 25 août : démission du premier gouvernement Manuel Valls.
- 26 août : formation du deuxième gouvernement Manuel Valls.
- 30 août : inauguration du tramway de Besançon.

### Septembre
- 1er septembre : mise en service de l'extension de la ligne B du tramway de Grenoble.
- 4 septembre :
  - Thomas Thévenoud, secrétaire d'État chargé du Commerce extérieur, du Développement du tourisme et des Français de l'étranger, démissionne et est remplacé par le député Matthias Fekl.
  - Valérie Trierweiler publie le livre Merci pour ce moment sur ses neuf années de relation avec François Hollande, et particulièrement sur ses dix-huit mois passés à l’Élysée ; fort retentissement dans les médias.
- 16 septembre : l'Assemblée nationale vote la confiance au deuxième gouvernement Manuel Valls par 269 voix contre 244[9].
- 17 et 18 septembre : de fortes pluies provoquent des inondations meurtrières dans l'Hérault.
- 20 septembre : lancement de l'opération Chammal, participation française à la coalition internationale en Irak et en Syrie.
- 26 septembre : les drapeaux sont en berne pendant trois jours après l'assassinat de l'otage Hervé Gourdel.
- 28 septembre : élections sénatoriales, la droite retrouve la majorité au Sénat, le Front national a des élus pour la première fois.
- 30 septembre : création du parc naturel régional du Golfe du Morbihan.

### Octobre
- 1er octobre : Gérard Larcher est élu président du Sénat.
- 4 au 19 octobre : Mondial de l'automobile de Paris 2014.
- 31 octobre : cinq jours après la mort d'un étudiant, Rémi Fraisse, lors d'une manifestation dans le Tarn contre le barrage de Sivens, la construction de celui-ci est suspendue.

### Novembre
- 1er novembre : violentes émeutes à Toulouse et à Nantes lors de manifestations (non autorisées) organisées à la mémoire de Rémi Fraisse[10] ; 21 interpellations et une dizaine de policiers blessés.
- Du 5 au 10 novembre : Johnny Hallyday, Eddy Mitchell et Jacques Dutronc, trio du groupe Les Vieilles Canailles, se produisent, six soirs consécutifs, à Bercy.
- 6-7 novembre : début de l'affaire Nabilla.
- 11 novembre : l'Anneau de la Mémoire est inauguré à Ablain-Saint-Nazaire dans le Pas-de-Calais.
- 21 novembre : démission du secrétaire d'État Kader Arif, remplacé par le sénateur Jean-Marc Todeschini.

### Décembre
- 6 décembre : élection de miss France 2015 remportée par Camille Cerf.
- 13 décembre : mise en service de la ligne 6 du tramway d'Île-de-France entre Châtillon - Montrouge et Viroflay Rive-Droite.
- 17 décembre : adoption définitive du projet de loi relatif à la délimitation des régions, aux élections régionales et départementales et modifiant le calendrier électoral.
- 19 décembre : inauguration du Musée des Confluences à Lyon.
- 31 décembre : fin de l'opération Pamir et de la présence des forces françaises en Afghanistan.

### Dates à préciser
- Avignon : début des travaux du nouveau tramway[11].

## Culture
- 3 février : Victoires de la musique classique.
- 14 février : Victoires de la musique 2014.
- 28 février : 39e cérémonie des César.
- 14 au 25 mai : Festival de Cannes 2014.
- 2 juin : 26e cérémonie des Molières.
- 5 au 14 septembre : Festival du cinéma américain de Deauville.
- 9 octobre : Patrick Modiano reçoit le prix Nobel de littérature.

## Médias en France
- 27 juin : l'émission alter-mondialiste Là-bas si j'y suis de Daniel Mermet s'arrête après 26 ans[12].
- 25 août : Laurent Ruquier reprend Les Grosses Têtes sur RTL en remplacement de son animateur historique Philippe Bouvard[13].
- 23 décembre : décès de Jacques Chancel[14].